# Goerodes propriopalpus
Goerodes propriopalpus är en nattsländeart som först beskrevs av Hwang 1957.  Goerodes propriopalpus ingår i släktet Goerodes och familjen kantrörsnattsländor. Inga underarter finns listade i Catalogue of Life.